# Hilarion Ballande

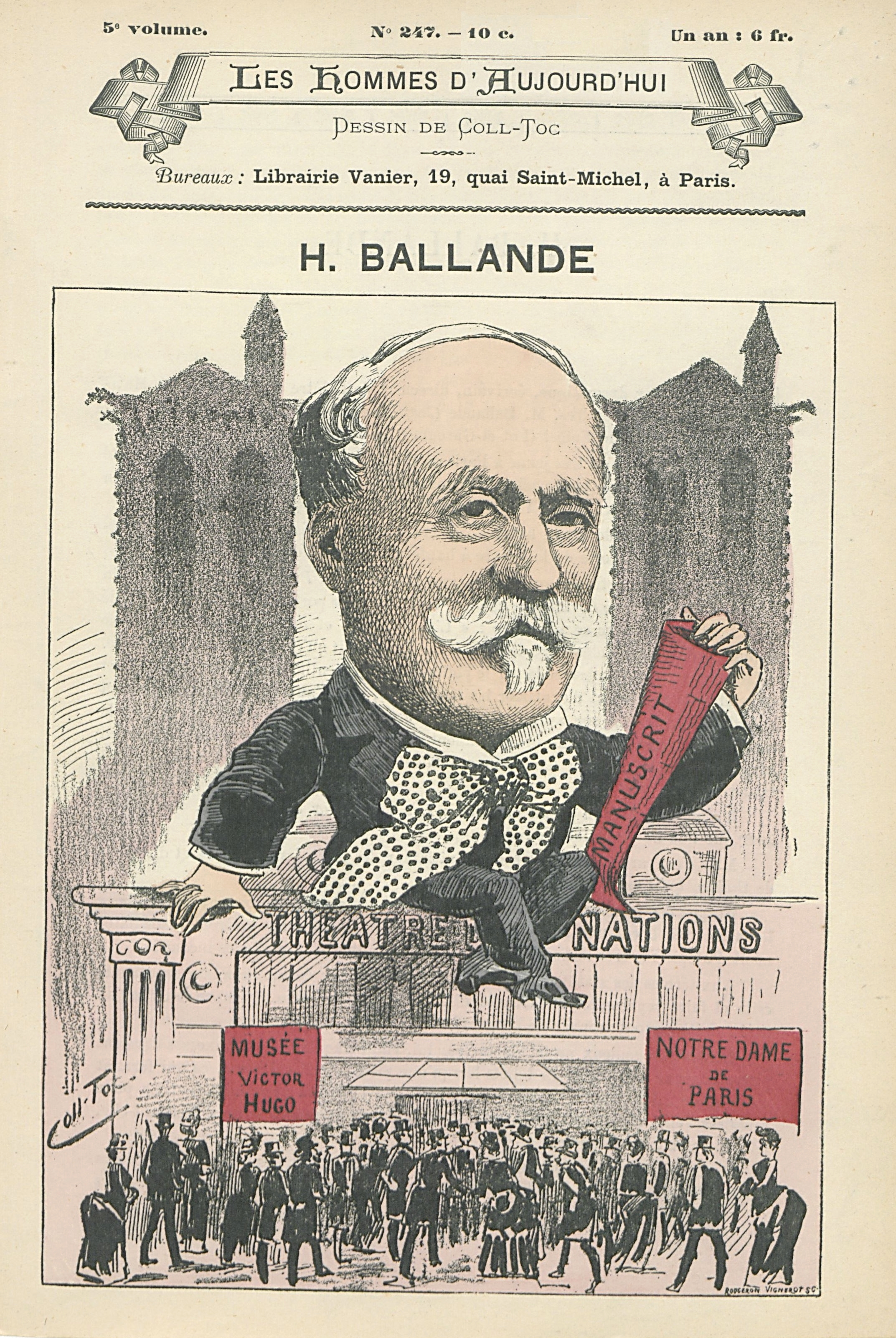
Titelseite der Les hommes d'aujourd'hui mit einer Karikatur Ballandes

Jean-August Hilarion Ballande (* 1820 in Cuzorn, Département Lot-et-Garonne; † 26. oder 27. Januar 1887 bei Bergerac, Département Dordogne) war ein französischer Schauspieler, Dramatiker und Theaterdirektor.

## Biographie
Obwohl er sehr jung nach Paris kam, behielt er seinen starken südlichen Akzent, den er auch nie verlor. Zuerst studierte Ballande Pharmazie, wechselte dann aber aufs Konservatorium. Er debütierte 1843 am Odéon in einer eigens für ihn geschaffenen Figur in Shakespeares Lucretia. Er tat sich damit hervor, dass er an einem Tag in verschiedenen Stücken auftrat. Die Erfolge der Aufführungen waren eher mäßig.
1849 taten sich die Künstler des Odéon zusammen und übernahmen die Geschäfte des Theaters. Ballande wurde zweiter Geschäftsführer und Mitgesellschafter. Er sollte im selben Jahr noch zum Direktor berufen werden, konnte sich aber nicht durchsetzen. Daraufhin ging er auf Überlandtour, mit der er auch Erfolg hatte. Die politischen Unruhen im Zuge der Zweiten Französischen Republik ließen ihn um seine Anteile in nicht unerheblicher Höhe bangen und er zog sich aus dem Odéon auch finanziell zurück. Durch diese Rücklagen konnte Ballande sein erstes Stück, Mémoire, schreiben und klopfte 1850 damit an die Pforte des Théâtre Français. Es war ein mittelmäßiges Stück, das nicht ankam. In der Folge schloss er sich einer Schauspieltruppe an, die nicht nur in Frankreich, sondern auch im Ausland auftrat. Gegen Ende des Jahres 1857 verschwand der Schauspieler Ballande aus der Öffentlichkeit und wandte sich dem Schreiben von Theaterstücken zu.
Wenig später taucht der Name Ballande in der Pariser Öffentlichkeit wieder auf. Jedoch nicht als Schauspieler, sondern als Autor von Stücken in Versdichtung und Dramen, die unter anderem im Théâtre de la Porte Saint-Martin zur Aufführung kamen. 1867 versuchte Ballande die Société de patronage des auteurs dramatique inconnues zu gründen, um unbekannte Autoren zu fördern, aber die geplante Veranstaltung im Salle des Concerts Herz war ein einmaliges Ereignis und wurde nicht fortgeführt.
In Ballande reifte die Idee, jeden Sonntagvormittag eine Aufführung zu veranstalten, bei der ein anerkannter Kenner der klassischen Theaterkunst bei einer Lesung eine Kostprobe geben sollte. Er nannte die Veranstaltung Matinées littéraires. Anschließend sollte eine Podiumsdiskussion über den jeweiligen Schriftsteller und seine vergessenen Stücke erfolgen. Niemand wollte diese Veranstaltung durchführen, sie wurde sogar als töricht bezeichnet, und auch Francisque Sarcey, der die erste Vorstellung leiten sollte, sagte ab. 1869 führte er schließlich sein Vorhaben auf eigene Faust, im Théâtre de la Gaîté, durch. Es gelang ihm, bekannte Namen zu verpflichten wie Henri Dupont-Vernon, Jules Claretie, Sarah Bernhardt, Agar und viele mehr. Auch Sarcey sollte später seine Mitwirkung nachholen. 1872 verlieh ihm die Académie française dafür eine Auszeichnung, die mit einer nicht unerheblichen Geldzuwendung verbunden war. Der Erfolg seiner Matineen veranlasste auch andere Theaterbetreiber, ebenfalls sonntags Vormittagsvorstellungen zu geben, die es bis dahin in ganz Paris nicht gegeben hatte.
1873, nach dem Deutsch-Französischen Krieg, versuchte Ballande im Salle Ventadour eine Veranstaltungsreihe über Molière, einschließlich eines Museums, zu etablieren, was aber scheiterte und ihn viel Geld kostete.
Die Konkurrenz zu seinen Matineen war zwischenzeitlich zu groß geworden und Ballande gab desillusioniert auf. Er kaufte schließlich 1876 das Théâtre Déjazet und nannte es pompös Troisième-Théâtre-Français (drittes Theater Frankreichs). Er konnte das Theater nur durch das Verteilen von Freikarten füllen. Erst der erneute Wechsel 1880 zum Théâtre des Nations brachte ihm den gewünschten Erfolg. Dort blieb er auch bis 1883, als er sich zur Ruhe setzte und fortan Gedichte und Beiträge für kleine Journale schrieb. Jedoch übernahm er dann 1885 doch noch den Direktionsposten des Théâtre des Nations, den er bis zu seinem Tod bekleidete.
Wenige Monate vor seinem Tod wurden ihm die Akademischen Palmen verliehen. Ballande starb am 26. oder 27. Januar 1887 auf Château de la Finou nahe Bergerac.

## Bühnenstücke (in Versform)
- Mémoire, 1849
- Châteaux en Espagne, 1861
- Les Grands devoirs, 1865
- Une femme, 1867
- Une Prière à notre Saint Père le Pape

## Weitere Veröffentlichungen
- La parole : ou l’art de dire et d’exprimer, 1868
- Rapport à Son Excellence Monsieur Maurice Richard, ministre des Sciences, lettres et beaux-arts, sur les matinées littéraires et sur la Société de patronage des auteurs dramatiques inconnus, 1870
- Jubilée de Molière du 15 au 23 Mai 1873 organisé au Théâtre-Italien par M. Ballande Musée Molière, cataloque, 1873